# Hans Eduard Meier
Hans Eduard Meier (* 30. Dezember 1922 in Horgen; † 15. Juli 2014 ebenda) war ein Schweizer Typograf und Schriftentwerfer, der vor allem durch die von ihm entworfene Schriftart Syntax bekannt wurde.

## Leben
Meier absolvierte nach dem Besuch der Primar- und Sekundarschule von 1939 bis 1942 eine Lehre als Schriftsetzer in Horgen. Danach besuchte er in den Jahren von 1943 bis 1945 die Kunstgewerbeschule Zürich. Im ersten Semester besuchte er die Setzerklasse bei Karl Sternbauer. Daran schlossen sich zwei Semester in der Fachklasse für Typografie bei Alfred Willimann an. Sein Studium schloss er mit dem einsemestrigen Vorkurs und der konsekutiven einsemestrigen Fachklasse für Grafik bei Ernst Keller ab. Nach dem Studium war er zunächst von 1946 bis 1948 Graphiker bei der Monatszeitschrift «du» in Zürich. Daran schloss sich eine Tätigkeit als Graphiker (u. a. bei der UNESCO) in Paris an. 1950 kehrte er an seine ehemalige Ausbildungsstätte Kunstgewerbeschule Zürich als Fachlehrer für Schrift und Zeichnen zurück und unterrichtete dort bis zu seiner Pensionierung 1986.
Parallel zu dieser Tätigkeit übernahm er ab 1950 auch freie Auftragsarbeiten für die Industrie. Ausserdem entstanden Plakate für die Tonhalle Zürich sowie das Kunsthaus Zürich. Ab 1978 hielt er zahlreiche Vorträge zum Thema Schrift in New York, Providence, Portland, San Francisco, Los Angeles, Boston, Montreal, Mainz, Zürich, Basel, Glarus, Leipzig, Stuttgart und Weimar. Zusätzlich war er von 1984 bis 1992 Dozent für «Schriftgestalten am Computer» am Institut für Computersysteme an der ETH Zürich. Meier war ausserdem noch Dozent für Schriftgestaltung am Computer im Studienbereich Visuelle Gestaltung an der Hochschule für Gestaltung und Kunst Zürich, der heutigen Zürcher Hochschule der Künste. Ab 2013 lebte und arbeitete er wieder in seiner Geburtsstadt Horgen.

## Wirken
1959 erschien sein dreisprachiges Lehrheft Die Schriftentwicklung, das 1994 seine elfte Auflage erlebte. Meier zeigte in über sechzig handgeschriebenen Beispielen anschaulich die Entstehung der abendländischen Schriften von der griechischen Lapidarschrift bis zur serifenlosen Linearschrift.
Zwischen 1954 und 1972 entwickelte Meier die Syntax, eine der weltweit bedeutendsten serifenlosen Antiqua-Schriften. Erste Entwürfe entstanden zwischen 1954 und 1959 denen 1964 die Reinzeichnung folgte. Nach einer langen und engen Zusammenarbeit mit der Schriftgiesserei D. Stempel AG kamen 1968 die ersten Schriftschnitte für den Handsatz heraus. Bis 1972 folgte die Adaption für den Fotosatz auf Linotype-Maschinen. 1989 erfolgte eine erste Digitalisierung, woran sich 1997 eine zweite Digitalisierung und der Ausbau zur Schriftsippe (1992: Syntax Letter, 1995: Syntax Lapidar; 1999: Syntax Serif sowie 2001 Syntax Lapidar Serif) anschloss.
Aus der Zusammenarbeit mit dem Institut für Computersysteme entstanden die Druckschriften Barbedor (1984), Syndor (1986), Oberon (1992) sowie Elysa (2002). Daneben entwickelte er 1994 das SNB-Alphabet und 2002 die ABC-Schrift, die als schweizerische Schulschrift für die untersten Schulstufen entwickelt wurde und Kindern das Erlernen des Schreibens erleichtern soll.
Einige Entwürfe, z. B. die 1969 entwickelte Schrift Roman, 1970 die Classica und 2004 die Gestickte Antiqua, wurden jedoch nie realisiert.

## Schriften
- Mein Schriftunterricht im Vorkurs der Schule für Gestaltung in Zürich: Beiträge zur Ausbildung in Schrift. In: Typografische Monatsblätter. Nr. 4/1991.
- Schriftgestaltung mit Hilfe des Computers. Typographische Grundregeln. ETH Zürich, 1993, Ausgabe 204.
- Die Schriftentwicklung. The Development of Script and Type. Le développement des caractères. Syntax Press, Cham 1994, ISBN 3-9520646-0-2.
- Anleitung zu einer zeitgemässen Schulschrift für alle, die Schreiben lernen: ein Buch für die Lehrenden und Übungshefte für die Lernenden. Fridolin-Digitaldruck, Glarus 2003. (Siehe auch: Website schulschrift.ch)